# Dolophilodes japonica
Dolophilodes japonica là một loài Trichoptera trong họ Philopotamidae. Chúng phân bố ở miền Cổ bắc.